# 吉瑟勒河
51°40′10.52″N 8°16′39.91″E / 51.6695889°N 8.2777528°E

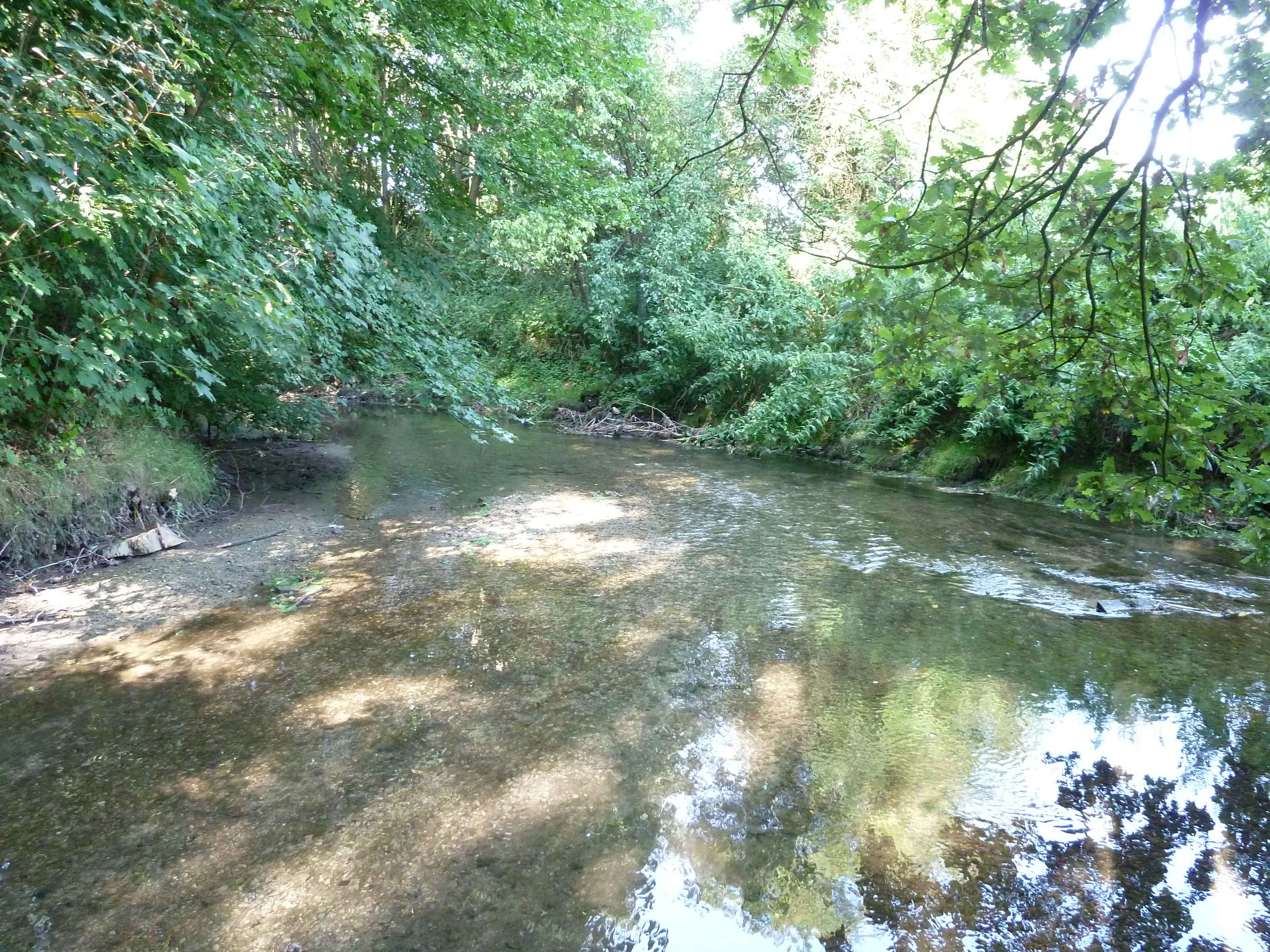

吉瑟勒河（德語：Gieseler），是德國的河流，位於該國西部，流經北萊茵-威斯特法倫州，屬於利珀河的左支流，河道全長12.9公里，流域面積160.6平方公里。